# Mahu, Anhui
Mahu (kinesiska: 马湖) är en socken i östra Kina. Den ligger i Feidong härad i staden Hefei i provinsen Anhui,  omkring 56 kilometer nordost om provinshuvudstaden Hefei. Antalet invånare är 17142. Befolkningen består av 8 358 kvinnor och 8 784 män. Barn under 15 år utgör 24,0 %, vuxna 15-64 år 59 %, och äldre över 65 år 15,0 %.